# Trypanosoma brucei
Trypanosoma brucei je vrsta parazitskog kinetoplastida koji pripada rodu Trypanosoma koji je prisutan u subsaharskoj Africi . Za razliku od drugih protozojskih parazita koji inače inficiraju stanice krvi i tkiva, on je isključivo izvanstanični i nastanjuje krvnu plazmu i tjelesne tekućine. Uzrokuje smrtonosne vektorske bolesti: afričku tripanosomijazu ili bolest spavanja kod ljudi i životinjsku tripanosomijazu ili naganu kod goveda i konja. To je kompleks vrsta grupiran u tri podvrste: T. b. brucei, T. b. gambiense i T. b. rhodesiense. Prvi je parazit sisavaca koji nisu ljudi i uzrokuje naganu, dok su posljednja dva zoonotska zaraza i ljudi i životinja te uzrokuju afričku tripanosomijazu.
T. brucei se prenosi između domaćina sisavaca vektorom kukaca koji pripada različitim vrstama ce-ce muhe (Glossina). Prijenos se događa ugrizom tijekom krvnog obroka kukca. Paraziti prolaze kroz složene morfološke promjene dok se kreću između kukaca i sisavaca tijekom svog životnog ciklusa. Oblici krvotoka sisavaca poznati su po svojim površinskim proteinima stanica, varijantnim površinskim glikoproteinima, koji prolaze kroz značajnu antigensku varijaciju, omogućujući ustrajno izbjegavanje adaptivnog imuniteta domaćina što dovodi do kronične infekcije. T. brucei jedan je od samo nekoliko patogena za koje je poznato da prolaze krvno-moždanu barijeru. Postoji hitna potreba za razvojem novih terapija lijekovima, jer trenutni tretmani mogu imati teške nuspojave i mogu se pokazati kobnim za pacijenta.
Iako se povijesno ne smatra podvrstom T. brucei zbog različitih načina prijenosa, kliničke prezentacije i gubitka DNA kinetoplasta, genetske analize otkrivaju da su T. equiperdum i T. evansi evoluirali od parazita vrlo sličnih T. b. brucei, a smatra se da su pripadnici klade brucei.
Parazit je 1894. godine otkrio Sir David Bruce, po kojem je 1899. godine dobio znanstveno ime.

## Povijest i otkriće

### Rani zapisi
Bolest spavanja kod životinja opisana je u drevnim egipatskim spisima. Tijekom srednjeg vijeka, arapski trgovci primijetili su prevalenciju bolesti spavanja među Afrikancima i njihovim psima. Bila je to glavna zarazna bolest u južnoj i istočnoj Africi u 19. stoljeću.  kraljevstvo Zulu (sada dio Južne Afrike) bilo je ozbiljno pogođeno bolešću, koja je Britancima postala poznata kao nagana, Zulu riječ za biti nizak ili potišten duhom. U drugim dijelovima Afrike Europljani su je zvali "bolest muha".
John Aktins, engleski mornarički kirurg, dao je prvi medicinski opis ljudske bolesti spavanja 1734. Smrti koje je u Gvineji nazvao "pospanom kugom" pripisao je zarazi. Drugi engleski liječnik Thomas Masterman Winterbottom dao je jasniji opis simptoma iz Sierra Leonea 1803. Winterbottom je opisao ključnu značajku bolesti kao natečene stražnje cervikalne limfne čvorove, a robovi kod kojih su se razvile takve otekline smatrani su neprikladnima za trgovinu. Simptom je istoimeno poznat kao "Winterbottomov znak".

### Otkriće parazita
Medicinski korpus kraljevske vojske imenovao je Davida Brucea, koji je u to vrijeme bio pomoćni profesor patologije na vojnoj medicinskoj školi u Netleyu s činom satnika u vojsci, 1894. da istraži bolest poznatu kao nagana u Južnoj Africi. Bolest je izazvala ozbiljne probleme među lokalnim govedima i konjima britanske vojske.  27. listopada 1894. Bruce i njegova supruga mikrobiologinja Mary Elizabeth Bruce ( rođena Steele) preselili su se u gorje Lubombo, gdje je bolest bila najraširenija. 
Šestog dana istraživanja Bruce je identificirao parazite iz krvi oboljelih krava. Isprva ih je zabilježio kao neku vrstu filarije (sićušnih valjkastih crva), ali je do kraja godine ustanovio da su paraziti "haematozoa" (protozoe) i da su uzročnici nagane .  Bilo je to otkriće Trypanosoma brucei. Znanstveni naziv stvorili su britanski zoolozi Henry George Plimmer i John Rose Bradford 1899. godine kao Trypanosoma brucii zbog tiskarske pogreške. Rod Trypanosoma već je predstavio mađarski liječnik David Gruby u svom opisu T. sanguinis, vrste koju je otkrio u žabama 1843.

### Epidemije
U Ugandi je prvi slučaj ljudske infekcije zabilježen 1898.  Uslijedila je epidemija 1900.  Do 1901. postalo je ozbiljno s procijenjenim brojem smrtnih slučajeva na oko 20.000.  U epidemiji koja je trajala dva desetljeća umrlo je više od 250.000 ljudi.  Bolest je popularizirana kao "crnačka letargija".   Nije bilo poznato jesu li ljudska bolest spavanja i nagana slične ili su te dvije bolesti uzrokovane sličnim parazitima.  Čak ni opažanja Fordea i Duttona nisu pokazala da je tripanosom povezan s bolešću spavanja. 

### Komisija za bolest spavanja
Kraljevsko društvo osnovalo je 10. svibnja 1902. tročlanu komisiju za bolest spavanja kako bi istražila epidemiju u Ugandi.  Komisiju su činili George Carmichael Low s Londonske škole za higijenu i tropsku medicinu kao voditelj, njegov kolega Aldo Castellani i Cuthbert Christy, medicinski službenik na dužnosti u Bombayu u Indiji.   U to vrijeme ostala je rasprava o etiologiji, neki su favorizirali bakterijsku infekciju, dok su neki vjerovali da je riječ o infekciji helmintima .  Prva istraga bila je usredotočena na Filariu perstans (kasnije preimenovanu u Mansonella perstans), malu valjkastu glistu koju prenose muhe, i bakterije kao moguće uzročnike, samo da bi se otkrilo da epidemija nije povezana s tim patogenima.   Tim je opisan kao "loše odabrana skupina"  i "queer lot",  a ekspedicija "neuspjeh."  Low, čije je ponašanje opisano kao "okrutno i sklono vrijeđanju", napustio je Komisiju i Afriku nakon tri mjeseca. 
U veljači 1902., britanski ratni ured, nakon zahtjeva Kraljevskog društva, imenovao je Davida Brucea da vodi drugu Komisiju za spavanje.  S Davidom Nunesom Nabarrom (iz University College Hospital), Bruce i njegova supruga pridružili su se Castellaniju i Christy 16. ožujka.  U studenom 1902. Castellani je pronašao tripanosome u cerebrospinalnoj tekućini zaražene osobe. Bio je uvjeren da je tripanosom uzročnik bolesti spavanja. Kao i Low, njegovo ponašanje je kritizirano, a Kraljevsko društvo odbilo je objaviti njegovo izvješće. Dodatno ga je razbjesnilo kad mu je Bruce savjetovao da ne donosi ishitrene zaključke bez dodatnih dokaza, budući da ima mnogo drugih parazita koje treba razmotriti.  Castellani je napustio Afriku u travnju i objavio svoje izvješće pod nazivom "O otkriću vrste Trypanosoma u cerebrospinalnoj tekućini slučajeva bolesti spavanja" u The Lancet. Do tada je Kraljevsko društvo već objavilo izvješće.  Do kolovoza 1903. Bruce i njegov tim ustanovili su da bolest prenosi muha cece, Glossina palpalis.  Međutim, Bruce nije razumio životni ciklus tripanosoma i vjerovao je da se paraziti jednostavno prenose s jedne osobe na drugu. 
Otprilike u isto vrijeme Njemačka je poslala ekspedicijski tim pod vodstvom Roberta Kocha da istraži epidemiju u Togu i istočnoj Africi. Godine 1909., jedan od članova tima, Friedrich Karl Kleine otkrio je da parazit ima razvojne faze u mušicama cece.  Bruce, u trećem Povjerenstvu za bolest spavanja (1908. – 1912.), koje je uključivalo Alberta Ernesta Hamertona, HR Batemana i Fredericka Percivala Mackieja, ustanovio je osnovni razvojni ciklus kroz koji tripanosom u muhi ce ce mora proći .   Otvoreno pitanje, koje je Bruce uočio u ovoj fazi, bilo je kako tripanosom pronalazi put do žlijezda slinovnica. Muriel Robertson,   u eksperimentima provedenim između 1911. i 1912. godine, ustanovila je kako progutani tripanosomi konačno dospijevaju u žlijezde slinovnice muhe.

### Otkriće ljudskih tripanosoma
Britanski kolonijalni kirurg Robert Michael Forde prvi je pronašao parazita u čovjeku. Pronašao ju je od engleskog kapetana parobroda koji je primljen u bolnicu u Bathurstu, Gambija, 1901.  Njegovo izvješće iz 1902. pokazuje da je vjerovao da se radi o vrsti filarijskog crva.  Od iste osobe, Fordeov kolega Joseph Everett Dutton identificirao ju je kao protozou koja pripada rodu Trypanosoma.  Poznavajući različite značajke, Dutton je 1902. predložio novo ime vrste:
Drugi ljudski tripanosom (sada nazvan T. brucei rhodesiense ) otkrili su britanski parazitolozi John William Watson Stephens i Harold Benjamin Fantham.  Godine 1910. Stephens je u svojoj eksperimentalnoj infekciji kod štakora primijetio da tripanosom, dobiven od jedinke iz Sjeverne Rodezije (kasnije Zambije), nije isti kao T. gambiense . Izvor parazita, Englez koji je putovao Rodezijom, pronađen je s krvnim parazitima 1909. godine, te je prevezen i primljen u bolnicu Royal Southern u Liverpoolu pod brigom Ronalda Rossa .  Fantham je opisao morfologiju parazita i otkrio da se radi o drugom tripanosomu.  

## Vrsta
T. brucei je kompleks vrsta koji uključuje:
1. T. brucei gambiense koja uzrokuje sporu kroničnu tripanosomijazu kod ljudi. Najčešći je u središnjoj i zapadnoj Africi, gdje se smatra da su ljudi primarni rezervoar . [59] Godine 1973. David Hurst Molyneux prvi je pronašao infekciju ovim sojem kod divljih i domaćih životinja . [60] [61] Od 2002. postoji nekoliko izvješća koja pokazuju da su životinje, uključujući goveda, također zaražene. [61] Odgovoran je za 98% svih afričkih tripanosomijaza kod ljudi, [62] i otprilike je 100% fatalan. [63]
2. T. brucei rhodesiense koja uzrokuje brzi početak akutne tripanosomijaze kod ljudi. Vrlo zoonotski parazit, raširen je u južnoj i istočnoj Africi, gdje se smatra da su divljač i stoka primarni rezervoar. [59] [62]
3. T. brucei brucei koji uzrokuje životinjsku tripanosomijazu, zajedno s nekoliko drugih vrsta Trypanosoma . T. b. brucei nije zarazan za ljude zbog svoje osjetljivosti na lizu tripanosomskim litičkim faktorom-1 (TLF-1). [64] [65] Međutim, usko je povezana s podvrstom infektivnom za ljude i dijeli temeljne značajke s njom. [66] Samo rijetko može T. b. brucei zaraziti čovjeka. [67]

Podvrste se ne mogu razlikovati po njihovoj strukturi jer su sve identične pod mikroskopom. Zemljopisni položaj glavna je razlika.  Za individualnu identifikaciju razvijeni su molekularni markeri. Gen povezan sa serumskom rezistencijom ( SRA ) koristi se za razlikovanje T. b. rhodesiense iz drugih podvrsta.  TgsGP gen, pronađen samo u tipu 1 T. b. gambiense također je posebna razlika između T. b. gambiense sojevi. 
Podvrsti nedostaju mnoge značajke koje se obično smatraju nužnima za stvaranje monofilije. Kao takav, Lukeš i sur., 2022. predlažu novu polifiliju prema ekotipu.

## Etimologija
Ime roda potječe od dvije grčke riječi: τρυπανον ( tripanon ili trupanon ), što znači "bušilo" ili "svrdo", što se odnosi na pokret poput vadičepa;  i σῶμα ( sôma ), što znači "tijelo".   Posebno ime je po Davidu Bruceu, koji je otkrio parazite 1894.   Podvrste, ljudski sojevi, nazvani su po regijama u Africi gdje su prvi put identificirani: T. brucei gambiense opisao je jedan Englez u Gambiji 1901.; T. brucei rhodesiense je pronađen od drugog Engleza u Sjevernoj Rodeziji 1909. 

## Struktura
T. brucei je tipična jednostanična eukariotska stanica, a duljina je 8 do 50 μm. Ima izduženo tijelo aerodinamičnog i suženog oblika. Njegova stanična membrana (zvana pelikula) obuhvaća stanične organele, uključujući jezgru, mitohondrije, endoplazmatski retikulum, Golgijev aparat i ribosome . Osim toga, postoji neobična organela zvana kinetoplast, koja je kompleks tisuća mitohondrija.  Kinetoplast leži u blizini bazalnog tijela s kojim se ne može razlikovati pod mikroskopom. Iz bazalnog tijela izlazi jedan flagelum koji ide prema prednjem kraju. Duž površine tijela bič je pričvršćen za staničnu membranu tvoreći valovitu membranu. Samo je vrh flageluma slobodan na prednjem kraju.  Stanična površina krvotočnog oblika ima gust omotač varijantnih površinskih glikoproteina (VSG) koji je zamijenjen jednako gustim slojem prociklina kada se parazit diferencira u procikličku fazu u srednjem crijevu ce-ce muhe. 
Tripanosomatidi pokazuju nekoliko različitih klasa stanične organizacije od kojih dvije usvaja T. brucei u različitim fazama životnog ciklusa: 
- Epimastigot, koji se nalazi u mušici cece. Njegov kinetoplast i bazalno tijelo leže ispred jezgre, s dugim flagelumom pričvršćenim duž tijela stanice. Flagellum polazi od središta tijela.
- Tripomastigot, koji se nalazi u domaćinima sisavcima. Kinetoplast i bazalno tijelo su posteriorno od jezgre. Flagellum izlazi iz stražnjeg kraja tijela.

Ova su imena izvedena iz grčkog mastig što znači bič, a odnosi se na bič tripanosoma nalik na bič. Flagellum tripanosoma ima dvije glavne strukture. Sastoji se od tipičnog flagelarnog aksonema, koji leži paralelno s paraflagelarnim štapićem,  rešetkastom strukturom proteina jedinstvenom za kinetoplastide, euglenoide i dinoflagelate .  
Mikrotubule flagelarnog aksonema leže u normalnom rasporedu 9+2, orijentirane s + na prednjem kraju i − u bazalnom tijelu. Struktura citoskeleta proteže se od bazalnog tijela do kinetoplasta. Bič je vezan za citoskelet glavnog staničnog tijela pomoću četiri specijalizirana mikrotubula, koji idu paralelno i u istom smjeru s tubulinom biča.  
Funkcija biča je dvostruka — kretanje putem oscilacija duž pričvršćenog biča i tijela stanice u ljudskom krvotoku i crijevima muhe cece,   i pričvršćivanje na epitel žlijezde slinovnice muhe tijekom stadija epimastigota.   Flagellum pokreće tijelo na takav način da aksonem stvara oscilaciju i flagelarni val se stvara duž valovite membrane. Kao rezultat toga, tijelo se kreće u obliku vadičepa.  Kod flagela drugih organizama kretanje počinje od baze prema vrhu, dok kod T. brucei i ostalih tripanosomatida otkucaj potječe od vrha i napreduje prema bazi, tjerajući tijelo da se kreće u smjeru vrha biča. flagelum. 